# Hans-Henning Paetzke
Hans-Henning Paetzke (* 1. September 1943 in Leipzig) ist ein deutscher Schriftsteller und Übersetzer ungarischer Literatur. Für seinen ersten Roman nutzte er das Pseudonym Maria Piontek.

## Leben
Hans-Henning Paetzke wurde 1960 wegen Verunglimpfung des Staatsoberhaupts der DDR von sämtlichen Gymnasien der DDR verwiesen. Es folgten: 1960–63 Ausbildung als Schauspieler, 1963 fristlose Kündigung durch das Staatliche Dorftheater Prenzlau wegen Verletzung der Staatsbürgerpflichten, 1963–64 Verbüßung einer Gefängnisstrafe wegen Wehrdienstverweigerung, diese musste er im Arbeitslager Schwarze Pumpe und im Zuchthaus Cottbus verbüßen, 1967 Abitur, 1967–1976 Studium der klassischen Philologie, Germanistik und Psychologie in Halle/S., Budapest und Frankfurt/M., 1968 Emigration nach Ungarn, 1973 nach Frankfurt/M., 1981–85 Persona non grata in der DDR, 1985–88 persona non grata in Ungarn, 1994 Rückkehr nach Budapest.
Seit 1968 ist Paetzke freiberuflich als literarischer Übersetzer, Herausgeber, Publizist und Schriftsteller tätig. Neben etwa 80 Buchübersetzungen von international bekannten ungarischen Autoren – u. a. mehrere Titel von György Konrád und Péter Esterházy – für renommierte Verlage wie Suhrkamp sind auch vier eigene Romane von ihm erschienen. Sein erster unter dem Pseudonym Maria Piontek erlebte mehrere Auflagen.
Hans-Henning Paetzke ist Mitglied des ungarischen Verbands Schöngeistiger Autoren (Szépírók Társasága), der Parallelorganisation zum ungarischen Schriftstellerverband, aus dem namhafte Autoren wegen antisemitischer Tendenzen ausgetreten sind.

## Zitat über Paetzke
„Fiktiven und tatsächlichen Schicksalen hat er seine Sprache geliehen (von Miklós Mészöly bis Béla Szász, von János Pilinszky bis György Petri und Géza Szőcs, von Péter Esterházy bis György Konrád usw.) Dass er in jene außergewöhnlichen Laufbahnen mit besonders tiefer Empathie einzutauchen vermochte, das ist seinem eigenen höchst wechselvollen Lebenslauf zuzuschreiben.“

## Auszeichnungen
- 1993 Milán-Füst-Übersetzerpreis, Budapest
- 1996 Tibor-Déry-Übersetzerpreis, Budapest
- 1993 Institut für die Wissenschaften vom Menschen, Wien
- 1994 Künstlerhaus Schloß Wiepersdorf, Wiepersdorf
- 1994–1995 Collegium Budapest, Budapest
- 1999 Offizierskreuz des Verdienstordens der Republik Ungarn (Magyar Köztársaság tiszti keresztje)
- 2008 Bundesverdienstkreuz am Bande

## Bibliografie (Auswahl)

### Prosa

#### Romane
- Maria Piontek: Mißbraucht – Meine verratene Kindheit. Dokumentarroman. Eichborn Verlag, Frankfurt/M. 1990, ISBN 978-3-82180-212-1.

Taschenbuchausgabe: Heyne, München 1992 (5. Aufl. 1994), ISBN 978-3-453-05226-0.
- Die gelöste Zunge – Ein Leben unter Fremden. Roman. Vorwort von György Konrád. Gabriele Schäfer Verlag, Herne 2004, ISBN 978-3-93333-732-0.

Übersetzung: Kinda Gabriella: Idegen test – Ifjuságom Kelet-Németországban. Alexandra Verlag, Pécs 2004, ISBN 978-963-367-530-4.
Neuausgabe als Selbstpublikation: Blendwerk – Die gelöste Zunge. Edition Pernobilis, Engelsdorfer Verlag, Leipzig 2009, ISBN 978-3-86901-085-4.
- Blendwerk – Versucher und Versuchte. Roman. Selbstpublikation. Edition Pernobilis, Engelsdorfer Verlag, Leipzig 2008, ISBN 978-3-86703-727-3.

Übersetzung: Ferenc Szijj: Szemfényvesztők – német szerző magyar történetei. Kalligram, Pressburg-Budapest 2012, ISBN 978-80-8101-623-3.
- Blendwerk – Seelenrisse. Roman. Selbstpublikation. Edition Pernobilis, Engelsdorfer Verlag, Leipzig 2011, ISBN 978-3-86268-219-5.

- Andersfremd. Roman. Mitteldeutscher Verlag, Halle/S. 2017, ISBN 978-3-95462-786-8.
- Heimatwirr. Roman. Mitteldeutscher Verlag, Halle/S. 2019, ISBN 978-3-96311-184-6.

#### Herausgeberschaften
- François Fejtő: Geschichte der Volksdemokratien. Eichborn Verlag, Frankfurt/M. 1988, ISBN 978-3-821-85001-6.
- Ungarisches Lesebuch. Insel, Frankfurt/M. 1995, ISBN 978-3-45816-703-7.
- Rausch der Schwachheit. Anthologie. Palatinus, Budapest 1999.

### Sachbuch
- Andersdenkende in Ungarn. Gesprächsband. edition suhrkamp, Frankfurt/M. 1986, ISBN 978-3-51811-379-0.

#### Anthologiebeiträge
- Ungarische Kulturpolitik zwischen Verbot und Toleranz. Essay, in: Jahresring 85–86, DVA, Stuttgart 1985.
- Zur Hoffnung verkommen – Zur Lyrik des ungarischen Dichters György Petri. Essay, in: György Petri, Zur Hoffnung verkommen, Suhrkamp, Frankfurt/M. 1986.
- Wo sind die Festtage geblieben? Essay, in: András Hegedüs, Im Schatten einer Idee, Ammann, Zürich 1986.
- Erinnerungssplitter – Aus dem Leben eines Dichters. Essay. Akzente, Heft 6, Dezember 2009.

### Übersetzungen
- Zsófia Balla: Schönes trauriges Land. Gedichte. Suhrkamp, Frankfurt/M. 1998.
- László Benedek: Khaled tanzt. Roman. Mitteldeutscher Verlag, Halle 2021, ISBN 978-3-96311-397-0.
- István Bibó: Die deutsche Hysterie – Ursachen und Geschichte. Essay. Insel, Frankfurt/M. 1991.
- Zoltán Böszörményi:
  - Todsünde. Erzählungen. Hochroth Verlag, Budapest 2014.
  - In den Furchen des Lichts. Roman. Mitteldeutscher Verlag, Halle 2016, ISBN 978-3-95462-730-1.
  - Notlandung. Gedichte und Erzählungen (zweisprachig deutsch-ungarisch). Mitteldeutscher Verlag, Halle 2019, ISBN 978-3-96311-216-4.
  - Immer wenn ich meine Augen schließe. Roman. Mitteldeutscher Verlag, Halle 2020, ISBN 978-3-96311-386-4.
  - Weicher Körper der Nacht. Roman. Mitteldeutscher Verlag, Halle 2022, ISBN 978-3-96311-613-1.
- István Eörsi: Der Kompromiß. Das Verhör. Dramen. Verlag der Autoren, Frankfurt/M. 1984.
- Péter Esterházy:
  - Ágnes. Roman. Literarisches Colloquium, Berlin 1982.
  - Die Hilfsverben des Herzens. Roman. Residenz, Salzburg 1985.
  - Die Rose. Essay, in: Mein Körper. Literaturalmanach. Residenz, Salzburg 1985.
  - Träger Traktatus. Essay, in: Lob der Faulheit. Literaturalmanach. Residenz, Salzburg 1986.
  - Wer haftet für die Sicherheit der Lady? Roman. Residenz, Salzburg 1986.
  - Der Literaturalmanachträumer. Essay, in: Träume. Literaturalmanach. Residenz, Salzburg 1987.
- Josef von Ferenczy: Dialog. Mein Weg zu Menschen. Essay. Edition Ferenczy, München 2000.
- Éva Forgács: Bauhaus. Essay. Verlag Neue Kritik, Frankfurt/M. 1998.
- András Hegedüs: Im Schatten einer Idee. Eine Befragung von Zoltán Zsille zur Vergangenheitsbewältigung eines Stalinisten. Ammann, Zürich 1986.
- Ágnes Heller: Der Mensch der Renaissance. Essay. Hohenheim, Köln-Lövenich 1982; Neuausgabe: Suhrkamp, Frankfurt/M. 1987.
- György Konrád:
  - Der Komplize. Roman. Suhrkamp, Frankfurt/M. 1980.
  - Antipolitik. Essay. Suhrkamp, Frankfurt/M. 1985.
  - Geisterfest. Roman. Suhrkamp, Frankfurt/M. 1986.
  - Stimmungsbericht. Essay. Suhrkamp, Frankfurt/M. 1988.
  - Melinda und Dragoman. Roman. Suhrkamp, Frankfurt/M. 1991.
  - Die Melancholie der Wiedergeburt. Essay. edition suhrkamp, Frankfurt/M. 1992.
  - Identität und Hysterie. Essay. edition suhrkamp, Frankfurt/M. 1995.
  - Heimkehr. Erzählung. Suhrkamp, Frankfurt/M. 1995.
  - Steinuhr. Roman. Suhrkamp, Frankfurt/M. 1996.
  - Vor den Toren des Reichs. Essay. edition suhrkamp, Frankfurt/M. 1997.
  - Die unsichtbare Stimme. Essay. Suhrkamp, Frankfurt/M. 1998.
  - Nachlaß. Roman. Suhrkamp, Frankfurt/M. 1999.
  - Der dritte Blick. Essay. Suhrkamp, Frankfurt/M. 2001.
  - Glück (Elutazás és hazatérés). Roman. Suhrkamp, Frankfurt/M. 2003.
  - Sonnenfinsternis auf dem Berg. Roman. Suhrkamp, Frankfurt/M. 2005.
  - Das Buch Kalligaro. Roman. Suhrkamp, Frankfurt/M. 2007, ISBN 978-3-518-41883-3.
  - Das Pendel. Essaytagebuch. Suhrkamp, Berlin 2011, ISBN 978-3-518-42252-6.
  - Über Juden. Essays. Suhrkamp, Berlin 2012, ISBN 978-3-633-54260-4.
  - Europa und die Nationalstaaten. Essay. Suhrkamp, Berlin 2013, ISBN 978-3-518-42371-4.
  - Gästebuch – Nachsinnen über die Freiheit. Essayroman. Suhrkamp, Berlin 2016, ISBN 978-3-518-42533-6.
- György Konrád, Iván Szelényi: Die Intelligenz auf dem Weg zur Klassenmacht. Essay. Suhrkamp, Frankfurt/M. 1978.
- György Kurtág: Drei Gespräche mit Bálint András Varga und Ligeti-Hommagen. Herausgeber Bálint András Varga. Wolke Verlag, Hofheim 2010.
- József Lengyel: Gegenüberstellung. Roman. Verlag Neue Kritik, Frankfurt/M. 1990.
- Georg Lukács: Gelebtes Denken. Essay und Interview. Suhrkamp, Frankfurt/M. 1981.
- Iván Mándy: Einsam und Verloren. Erzählungen. Gabriele Schäfer Verlag, Herne 2003, ISBN 978-3-933-33731-3.
- László Márton: Die wahre Geschichte des Jacob Wunschwitz. Roman.  Paul Zsolnay, Wien 1999.
- Miklós Mészöly: Saulus. Roman. St. Benno Verlag, Leipzig 1970.
- Péter Nádas: Ende eines Familienromans. Roman. Suhrkamp, Frankfurt/M. 1979.
- György Petri:
  - Zur Hoffnung verkommen. Gedichte. Suhrkamp, Frankfurt/M. 1986.
  - Schöner und unerbittlicher Mummenschanz. Gedichte. Suhrkamp, Frankfurt/M. 1989.
  - Vorbei das Abwägen, vorbei die Abstufungen. Gedichte. Ammann, Zürich 1995.
- János Pilinszky: Lautlos gegen die Vernichtung. Gedichte. Ammann, Zürich 1989.
- Magda Szabó:
  - Eine altmodische Geschichte. Roman. Volk und Welt, Berlin 1987.
  - Hinter der Tür. Roman. Insel, Frankfurt/M. 1992; Taschenbuchausgabe: Suhrkamp Taschenbuch, Frankfurt/M. 1999, ISBN 978-3-518-46289-8.
- Géza Szőcs:
  - Die Sirene. Opernlibretto (Musik: György Selmeczi), 1998.
  - Lacht, wie ihr es versteht. Gedichte. Frankfurter Verlagsanstalt, Frankfurt/M. 1999.
  - Indianerworte im Radio. Gedichte und andere Texte. Drei Raben, Budapest 2009.
  - Untergrundfürsten. Geschichten aus Siebenbürgen. Erzählungen. Mitteldeutscher Verlag, Halle 2021, ISBN 978-3-96311-472-4.
- Dezső Tandori: Langer Sarg in aller Kürze. Essayroman. Ammann, Zürich 1997.